# 80 nap alatt a Föld körül (film, 1956)
A 80 nap alatt a Föld körül (eredeti cím: Around the World in 80 Days)  1956-ban bemutatott amerikai kalandfilm, ami Jules Verne azonos című regényén alapul. A filmet Michael Anderson rendezte James Poe, John Farrow és S. J. Perelman forgatókönyvéből, a történet pedig egy angol úriemberről szól, aki francia inasával megpróbál megnyerni egy fogadást és 80 nap alatt körbeutazni a Földet. A főbb szereplők közt található Cantinflas, David Niven, Robert Newton és Shirley MacLaine.
A filmet az Amerikai Egyesült Államokban 1956. október 17-én mutatták be, először New Yorkban, majd december 22-én Los Angelesben. Magyarországon az MTV1 adta le először 1972. december 24-én, majd 1989. augusztus 18-án újra bemutatták, teljesen új szinkronnal.

## Cselekménye
1872-ben a tudomány már csodákra képes. Phileas Fogg, a londoni Reform Klub megbecsült tagja hisz a viktoriánus technika áldásaiban, és fogad klubtársaival, hogy képes megkerülni a Földet 80 nap alatt. A tét nagy: ha elveszíti a fogadást, elveszíti vagyonát is. Új inasával, a francia Passepartout-val együtt nekivágnak, hogy a világot átszelve, számos egzotikus helyen megfordulva véghez vigyék a kalandos tervet. A számos nem várt akadály mellett nem könnyíti meg dolgukat az sem, hogy nyomukban ott lohol a Scotland Yard nyomozója, aki azt gyanítja, hogy utazása előestéjén Fogg kirabolta az angol Nemzeti Bankot.

## Szereplők
| Színész               | Szerep                                   | Magyar hang (1. szinkron) | Magyar hang (2. szinkron) |
| --------------------- | ---------------------------------------- | ------------------------- | ------------------------- |
| David Niven           | Phileas Fogg                             | Somogyvári Rudolf         | Bács Ferenc               |
| Cantinflas            | Passepartout                             | Bodrogi Gyula             | Máté Gábor                |
| Finlay Currie         | Mr. Stewart                              | Zách János                | Simon György              |
| Robert Morley         | Ralph                                    | Gera Zoltán               | Bodor Tibor               |
| Ronald Squire         | Reform Klub tag                          |                           | Képessy József            |
| Basil Sydney          | Reform Klub tag                          |                           | Szabó Ottó                |
| Noël Coward           | Hesketh-Baggott                          |                           | Szokolay Ottó             |
| John Gielgud          | Mr. Foster                               |                           | Versényi László           |
| Trevor Howard         | Denis Fallentin                          | Kautzky József            | Juhász Jácint             |
| Harcourt Williams     | Hinshaw                                  |                           | Tyll Attila               |
| Martine Carol         | Turista                                  |                           |                           |
| Fernandel             | Francia kocsis                           |                           |                           |
| Charles Boyer         | Monsieur Gasse                           | Ráday Imre                | Bitskey Tibor             |
| Evelyn Keyes          | Kacér nő                                 |                           |                           |
| José Greco            | Flamenco táncos                          | (eredeti nyelven)         | (eredeti nyelven)         |
| Luis Miguel Dominguín | Torreádor                                | (eredeti nyelven)         | (eredeti nyelven)         |
| Gilbert Roland        | Abdul Ahmed                              |                           | Matus György              |
| Cesar Romero          | Abdul Ahmed szolgája                     | Szabó Ottó                | Bagó Bertalan             |
| Alan Mowbray          | Konzul                                   | Miklósy György            |                           |
| Robert Newton         | Mr. Fix                                  | Horkai János              | Kern András               |
| Cedric Hardwicke      | Sir Francis Gromarty                     | Somogyvári Pál            | Fillár István             |
| Melville Cooper       | Mr. Talley                               |                           | Perlaki István            |
| Reginald Denny        | Rendőrfőnök                              |                           | Kisfalussy Bálint         |
| Ronald Colman         | Vasúti tisztviselő                       |                           | Somogyvári Pál            |
| Robert Cabal          | Elefánt vezető                           |                           | Laklóth Aladár            |
| Shirley MacLaine      | Aouda hercegnő                           | Balogh Emese              | Kováts Adél               |
| Charles Coburn        | Gőzhajó társaság tisztviselője           | Képessy József            | Pataki Jenő               |
| Peter Lorre           | Szolga                                   | Horváth Gyula             | Koroknay Géza             |
| George Raft           | Kidobó a mulatóban                       |                           | Botár Endre               |
| Red Skelton           | Részeg a mulatóban                       |                           |                           |
| Marlene Dietrich      | Kurtizán                                 | Lukács Margit             | Faragó Vera               |
| John Carradine        | Proctor Stamp ezredes                    |                           | Szélyes Imre              |
| Frank Sinatra         | Zongorista a mulatóban                   | (nem szólal meg)          | (nem szólal meg)          |
| Buster Keaton         | Kalauz a vonaton                         | Gyenge Árpád              | Pataki Imre               |
| Tom McCoy             | Amerikai lovassági ezredes               | Gelley Kornél             |                           |
| Joe E. Brown          | Állomásfőnök                             | Rátonyi Róbert            | Izsóf Vilmos              |
| Andy Devine           | Első tiszt a Henrietta gőzhajón          |                           | Farkas Antal              |
| Edmund Lowe           | Gépész                                   |                           |                           |
| Victor McLaglen       | Kormányos                                |                           |                           |
| Jack Oakie            | Kapitány                                 |                           | Kovács János              |
| Beatrice Lillie       | Hittérítő                                |                           | Czigány Judit             |
| John Mills            | Kocsis                                   | Zenthe Ferenc             |                           |
| Glynis Johns          | Iszogató hölgy                           |                           | Földesi Judit             |
| Hermione Gingold      | Iszogató hölgy                           |                           | Soós Edit                 |
| A. E. Matthews        | Klubtag                                  |                           |                           |
| Ronald Adam           | Klubtag                                  |                           |                           |
| Walter Fitzgerald     | Klubtag                                  |                           |                           |
| Frank Royde           | Klubtag                                  |                           |                           |
| Walter Kingsford      | A Mongolia kapitánya                     |                           | Márkus Ferenc             |
| Philip Ahn            | Hongkongi polgár                         | Kenderesi Tibor           | Horkai János              |
| Richard Loo           | Hongkongi kocsma főnöke                  |                           |                           |
| Keye Luke             | Öreg ember a yokohama-i utazási irodánál |                           |                           |
| Mike Mazurki          | Részeg a hongkongi kocsmában             |                           |                           |
| Michael Trubshawe     | Fogadó férfi a Lloyd`s-nál               |                           |                           |
| Richard Wattis        | Hunter felügyelő                         |                           | Kalocsay Miklós           |
| Imanos Williams       | Artista a japán cirkuszban               |                           |                           |
| Edward R. Murrow      | Előszó                                   | Tomanek Nándor            | Dózsa László              |

## Díjak, jelölések
| Díj                                 | Kategória                                           | Jelölt                                 | Eredmény |
| ----------------------------------- | --------------------------------------------------- | -------------------------------------- | -------- |
| Oscar-díj                           | Legjobb film                                        | Mike Todd                              | Elnyerte |
| Oscar-díj                           | Legjobb rendező                                     | Michael Anderson                       | Jelölve  |
| Oscar-díj                           | Legjobb adaptált forgatókönyv                       | James Poe, John Farrow, S. J. Perelman | Elnyerte |
| Oscar-díj                           | Legjobb látványtervezés – Színes film               | James W. Sullivan, Ken Adam, Ross Dowd | Jelölve  |
| Oscar-díj                           | Legjobb operatőr – Színes film                      | Lionel Lindon                          | Elnyerte |
| Oscar-díj                           | Legjobb jelmeztervezés – Színes film                | Miles White                            | Jelölve  |
| Oscar-díj                           | Legjobb vágás                                       | Gene Ruggiero, Paul Weatherwax         | Elnyerte |
| Oscar-díj                           | Legjobb eredeti filmzene                            | Victor Young (posztumusz)              | Elnyerte |
| Directors Guild of America-díj      | Legjobb filmrendezés                                | Michael Anderson                       | Jelölve  |
| Golden Globe-díj                    | Legjobb filmdráma                                   | Legjobb filmdráma                      | Elnyerte |
| Golden Globe-díj                    | Legjobb férfi főszereplő – zenés film vagy vígjáték | Cantinflas                             | Elnyerte |
| Golden Globe-díj                    | Legjobb filmrendező                                 | Michael Anderson                       | Jelölve  |
| National Board of Review Awards     | Legjobb film                                        | Legjobb film                           | Elnyerte |
| National Board of Review Awards     | Top 10 legjobb film                                 | Top 10 legjobb film                    | Elnyerte |
| New York Film Critics Circle Awards | Legjobb film                                        | Legjobb film                           | Jelölve  |
| New York Film Critics Circle Awards | Legjobb forgatókönyv                                | S.J. Perelman                          | Jelölve  |
| Photoplay Awards                    | Különdíj                                            | Mike Todd                              | Elnyerte |
| Writers Guild of America-díj        | Legjobban megírt amerikai filmvígjáték              | James Poe, John Farrow, S.J. Perelman  | Elnyerte |

## Megjelenése és bevételek
A film premierje 1956. október 17-én volt a New York Cityben lévő Rivoli Theaterben, ahol 15 hónapig teltházzal játszották. A filmet 102 héten át vetítették, összesen 1 564 alkalommal, összesen pedig 4,872,326 dollárt termelt.
A produkció 1957-ben hét hónapig vezette a Variety havi boc ofice toplistáját. By the time of Todd's death in a private plane crash, 18 months after the film had opened, it had grossed $33 million. 1958. novemberére a film világszinten 22 millió dolláros bevételt produkált, ebből 4,6 milliót a tengeren túlról.

## Fordítás
Ez a szócikk részben vagy egészben  az   Around the World in 80 Days (1956 film) című angol Wikipédia-szócikk fordításán alapul.  Az eredeti cikk szerkesztőit annak laptörténete sorolja fel. Ez a jelzés csupán a megfogalmazás eredetét és a szerzői jogokat jelzi, nem szolgál a cikkben szereplő információk forrásmegjelöléseként.